# Странная сделка
«Странная сделка» (англ. Strange Bargain) — фильм нуар режиссёра Уилла Прайса, который вышел на экраны в 1949 году.
Фильм рассказывает о бухгалтере Сэме Уилсоне (Джеффри Линн), который вопреки собственному желанию оказывается втянутым в изощрённый план своего разорившегося босса, который намеревается выдать собственное самоубийство за убийство, чтобы обеспечить получение крупной страховки его женой и сыном. Однако, как выясняет полиция, босса действительно убили, при этом подозрение падает на его делового партнёра, к которому Сэм относится с большим уважением.
Критика достаточно высоко оценила этот фильм, отметив, что, несмотря на скромный бюджет, его отличает необычный и увлекательный сюжет, напряжённая постановка и отличная актёрская игра.
В 1987 году вышел своеобразный сиквел этого фильма как эпизод телесериала «Она написала убийство», в котором в качестве флэшбеков использованы материалы этого фильма, а главные роли наряду с Анджелой Лэнсбери исполнили постаревшие на 38 лет Джеффри Линн, Марта Скотт и Гарри Морган.

## Сюжет
Сэм Уилсон (Джеффри Линн), ассистент главного бухгалтера брокерской фирмы «Джарвис и Хёрн», живёт в собственном доме в Беверли-Хиллс с любящей женой Джорджией (Марта Скотт) и двумя детьми — Роди (Майкл Чепин) и Хильдой (Арлин Грей). Невысокая зарплата Сэма в фирме не позволяет семье поддерживать подобающий уровень жизни, и им хронически не хватает денег на оплату текущих расходов. В этой связи Джорджия уговаривает Сэма, который проработал в фирме 12 лет, попросить у своего босса Малькольма Джарвиса (Ричард Гейнс) прибавку к зарплате. Выслушав просьбу Сэма, Джарвис заявляет, что их фирма находится на грани банкротства, и потому предстоят большие сокращения, в том числе будет уволен и Сэм. Хёрн готов погасить долги фирмы, но тогда компания полностью будет принадлежать ему, на что Джарвис не хочет соглашаться. После работы Джарвис приглашает Сэма в бар, где рассказывает ему, что денег нет не только в фирме, но и на его личных счетах, и, несмотря, на большой шикарный дом, дорогую машину и слуг, он фактически банкрот, потерявший за несколько лет в результате неудачной коммерческой деятельности своё огромное состояние более чем в полмиллиона долларов. Из-за своего финансового краха Джарвис решил покончить жизнь самоубийством, однако он не может допустить, чтобы его жена Эдна (Кэтрин Эмери) и взрослый сын Сидни (Рэймонд Роу) остались ни с чем. В этой связи несколько месяцев назад он оформил страховку на случай своей смерти на сумму в 250 тысяч долларов, которые родные получат в случае его смерти. Однако если он покончит жизнь самоубийством, то денег они не получат, и потому Джарвис придумал план, как выдать собственное самоубийство за убийство, и для этого ему нужна помощь Сэма. Джарвис предлагает своему подчинённому после получения от него условного звонка приехать к нему домой, забрать револьвер, из которого Джарвис к тому времени застрелится, выйти на улицу и дважды выстрелить из револьвера в окно библиотеки, а затем выбросить револьвер в океан. За эту услугу Джарвис предлагает Сэму 10 тысяч долларов, однако тот, хотя и отчаянно нуждается в деньгах, отказывается иметь дело с убийством. Тем не менее, тем же вечером Джарвис звонит Сэму домой, заявляя, что собирается застрелиться. Сэм немедленно садится в машину и едет домой к Джарвису, чтобы предотвратить самоубийство. Однако когда он заходит в дом, то видит в библиотеке тело убитого Джарвиса, а также адресованный ему конверт с 10 тысячами долларов и запиской от Джарвиса сделать всё как надо для счастья Эдны и Сидни. После недолгих раздумий Сэм забирает деньги и выполняет всё точно в соответствии с инструкциями Джарвиса. Выбросив револьвер в океан, Сэм возвращается домой, пряча конверт с деньгами в гардеробной комнате в прихожей.
На следующее утро, прочитав в газете о смерти Джарвиса, Джорджия настаивает на том, чтобы они с Сэмом немедленно поехали выразить соболезнования его родным. По прибытии они выражают сочувствие Эдне, которая вчерашнюю ночь провела в прибрежном доме, а также Сидни, который всю ночь гулял со своей подружкой, и, лишь вернувшись домой, обнаружил труп отца. Тем временем прибывший на место детектив отдела убийств Ричард Л. Уэбб (Гарри Морган) со своим партнёром, сержантом Кордом (Уолтер Сэнд) допрашивает партнёра Джарвиса, Тимоти Хёрна (Генри О’Нил), который признаётся, что недолюбливал Эдну, а также часто спорил с Джарвисом, но исключительно по деловым вопросам, когда предлагал выплатить долги совместной фирмы и переподчинить себе, чтобы сделать её более эффективной. Затем Уэбб и Корд допрашивают Сэма, делая акцент на отношениях Джарвиса и Хёрна, однако Сэм настаивает на том, что Хёрн не мог совершить убийство. Заметив взволнованное состояние Сэма, Уэбб поручает установить за ним постоянное наблюдение. Эдна просит Сэма подготовить справку о финансовом состоянии фирмы, которую Сэм обещает доставить после окончания рабочего дня. В тот же день Сидни заходит к Уилсонам домой, рассказывая Сэму и Джорджии, что он видел, как Хёрн спорил с его отцом перед самой его смертью, но ничего не сказал об этом Уэббу, так как уверен в том, что Хёрн ни в чём не виновен. Сэм поддерживает решение Сидни к удивлению Джорджии, которая убеждена, что полиции надо рассказывать всё, что известно.
На следующий день, собрав сотрудников компании в своём кабинете, Хёрн сообщает, что фирма находится на грани банкротства, так как в течение последних пяти лет несла крупные убытки. Однако он собирается из собственных средств покрыть все убытки, после чего единолично возглавить работу фирмы. Затем, оставшись с Сэмом наедине, Хёрн предлагает ему должность главного бухгалтера с существенным повышением оклада, так как нынешний главбух нашёл себе место в другой компании. Между тем судебная экспертиза устанавливает, что прошлой ночью выстрели производились из двух револьверов — из одного был застрелен Джарвис, а из другого были произведены выстрелы через окно. Помимо этого Уэбб устанавливает, что три месяца назад Джарвис увеличил страхование своей жизни с 50 до 250 тысяч долларов. Уэбб подозревает, что Сэм каким-то образом замешан в этом деле, и потому, направляясь к миссис Джарвис, берёт его с собой, давая ему понять, что сокрытие информации о преступлении может быть связано с серьёзным наказанием. Между тем миссис Джарвис утверждает, что ничего не знала об увеличении суммы страховки.
Благодаря обнаруженным отпечаткам пальцев, Уэбб заставляет Хёрна признаться в том, что тот встречался с Джервисом перед самой смертью последнего, а затем заставляет Сэма признать, что тот был свидетелем стычки между Джервисом и Хёрном тем же днём в офисе. Дома Сэм делится беспокойством с Джорджией по поводу того, что Хёрна могут обвинить в убийстве, которого тот не совершал. Она сообщает ему, что нашла в гардеробе деньги, после чего Сэм откровенно рассказывает ей обо всём, что ему известно. Вместе с женой он направляется к Эдне, чтобы вернуть ей деньги и рассказать о положении дел в фирме. Оставив Джорджию в машине, Сэм встречается с Эдной, отдавая ей деньги, а затем рассказывает ей о плане Джарвиса и о том, как всё произошло в тот вечер. Однако Эдна неожиданно заявляет, что 10 тысяч ей мало, и ей были нужны 250 тысяч, и что она всё знала о плане Джарвиса, который должен был застрелиться сразу после её отъезда в прибрежный дом. Однако, почувствовав, что муж в последний момент может передумать, Эдна вернулась домой и сама застрелила сомневающегося Джарвиса. После этого Эдна достаёт свой револьвер и собирается застрелить Сэма, выдав его смерть за ещё одно самоубийство. Однако ему удаётся толкнуть Эдну, и в итоге она только легко ранит Сэма в руку. Когда она уже готовится произвести решающий выстрел, неожиданно появляется Уэбб, который всё это время следил за Сэмом. Он арестовывает Эдну Джарвис и получает полную картину преступления. Теперь, по словам Уэбба, страховку получит Сидни, так как это всё-таки было убийство, а Эдна не может на неё претендовать, так как совершила преступление, чтобы её получить. Сэм переживает по поводу собственной ответственности по этому делу, однако Уэбб успокаивает его, заявляя, что к убийству, которая совершила Эдна, он не имеет никакого отношения, и потому может быть свободен.

## В ролях
- Марта Скотт — Джорджия Уилсон
- Джеффри Линн — Сэм Уилсон
- Гарри Морган — лейтенант Ричард Уэбб
- Кэтрин Эмери — Эдна Джарвис
- Ричард Гейнс — Малькольм Джарвис
- Генри О’Нил — Тимоти Хёрн
- Уолтер Сэнд — сержант Корд
- Майкл Чепин — Роди Уилсон
- Арлин Грей — Хильда Уилсон
- Рэймонд Роу — Сидни Джарвис
- Роберт Брэй — детектив Мактэй

## Создатели фильма и исполнители главных ролей
Начиная с 1939 года, режиссёр фильма Уилл Прайс работал в киноиндустрии в самом различном качестве, в конечном итоге, выступив режиссёром ещё двух картин — приключенческой исторической ленты «Триполи» (1950) и музыкального фильма «Рок, рок, рок!» (1956).
Как написал историк кино Фрэнк Миллер, Джеффри Линн был перспективным исполнителем главных ролей на Warner Bros, сыграв в таких успешных фильмах, как музыкальная мелодрама «Четыре дочери» (1938) и криминальный триллер «Судьба солдата в Америке» (1939). После службы в армии во время Второй мировой войны Линн продолжил карьеру, однако стал получать менее заметные роли. Среди наиболее значимых его картин этого периода — мелодрамы «Письмо трём жёнам» (1950), «В родном городе» (1951) с Мерилин Монро и «Баттерфилд, 8» (1960) с Элизабет Тейлор.
На счету Марты Скотт роли в таких фильмах, как «Наш городок» (1940), который принёс её номинацию на «Оскар», «Один шаг в раю» (1941), фильм нуар «Часы отчаяния» (1955), а также библейские драмы «Десять заповедей» (1956) и «Бен-Гур» (1959).
Гарри Морган сыграл в таких памятных фильмах, как «Случай в Окс-Боу» (1943), «Большие часы» (1948), «Все мои сыновья» (1948), «Колодец» (1951) и «Свидание с опасностью» (1951), где познакомился с актёром и продюсером Джэком Уэббом. В 1966 году, когда Уэбб возродил свой популярный телесериал под названием «Облава 1967», на роль своего партнёра, детектива Билла Гэннона он пригласил Моргана. За четыре сезона Морган сыграл в 98 эпизодах этого сериала.

## Работа над фильмом фильма
Фильм делался под рабочим названием «Сэм Уинн», одно время он также проходил в документах как «Сэм Уилсон».
По информации газеты «Лос-Анджелес Экспресс» от апреля 1948 года, студия RKO купила историю Дж. Х. Уоллиса для создания фильма с Пэтом О’Брайеном в главной роли, а в июне 1948 года «Лос-Анджелес Таймс» сообщила, что на главную роль планируется Роберт Янг.

## Сиквел фильма
3 мая 1987 года телесеть CBS показала своеобразный сиквел фильма как эпизод телесериала «Она написала убийство». Согласно сюжету этого эпизода, бухгалтер Сэм Уилсон всё-таки был осуждён за убийство босса и много лет провёл в тюрьме. После его выхода на свободу сыщик-любитель Джессика Флетчер (Анджела Лэнсбери) берётся доказать его невиновность. По ходу действия в качестве флэшбеков использовано несколько фрагментов из изначального фильма, а Джеффри Линн, Гарри Морган и Марта Скотт вновь сыграли свои роли 38 лет спустя.

## Оценка фильма критикой

### Общая оценка фильма
Фильм получил положительную оценку критики. В частности, сразу после выхода ленты на экраны кинообозреватель «Нью-Йорк Таймс» А. Х. Вейлер написал, что для «скромного голливудского фильма „Странная сделка“ представляет собой неожиданно занимательное произведение. Очевидно, что он не станет вехой в истории кино, но тем не менее, у этой мелодрамы достаточно саспенса, необычный сюжет, а также по большей части умный сценарий и постановка». И хотя фильм во многом «следует знакомым путём приключения о преступлении и наказании, он делает это весьма искусно, создавая при этом интересные образы».
По мнению рецензента журнала TV Guide, продюсер фильма «Сид Рогелл и режиссёр Уилл Прайс выжали максимум из своего малого бюджета, сделав в итоге увлекательный и напряжённый фильм». Историк фильма нуар Спенсер Селби отметил эту картину, написав, что она рассказывает о «нуждающемся в деньгах бухгалтере, который вопреки собственному желанию соглашается помочь богатому человеку осуществить изощрённый план самоубийства». Майкл Кини назвал картину «низкобюджетным, но захватывающим и напряжённым фильм, который доставляет наслаждение своим неожиданным окончанием», а Деннис Шварц написал, что это «хорошо выстроенный детективный фильм категории В, но определённо материал второго уровня».
Историк кино Гэри Туз посчитал, что «этот фильм категории В довольно хорош и уверенно вписывается в число других лучших малых мрачных фильмов, особенно в жанре „пригородный нуар“, действие которых по большей части происходит в семейном доме, и где нет тёмных переулков, злачных баров, тюремных камер и т. п. — хотя в нём и присутствует одна сцена на тёмном ночном пирсе». Тем не менее, «фильм достаточно тесно связан с концепцией нуара, так как содержит конфликт между моралью и деньгами, когда обычный парень видит выход из своего отчаянного положения через нарушение закона (нечто подобное было в фильме Энтони Манна „Переулок“)». Критик далее обращает внимание на то, что «хотя фильм имеет невероятную завязку — когда босс предлагает своему подчинённому 10 тысяч долларов за то, чтобы тот представил его самоубийство как убийство — однако последующие события раскручиваются быстро и убедительно. При этом развязка — когда выясняется, это было не самоубийство — немного поспешна, возможно, чрезмерно мелодраматична, но при этом совершенно неожиданна». Туз отмечает далее, что «самая главная слабость фильма заключена в его чрезмерной надуманности», но, по мнению автора, «это свойственно для многих низкобюджетных нуаров». В целом же, по его мнению, «фильм хотя и не пытается претендовать на какие-либо кинонаграды, тем не менее, он определённо стоит выше основного потока небольших картин, которые можно было увидеть в то время».

### Оценка актёрской игры
Критики высоко оценили актёрскую игру в фильме. Как отметил Фрэнк Миллер, «мастерская игра Линна, поддержанная его партнёрами, помогает поднять этот фильм второго уровня до уровня первоклассного». Кини пишет, что «Линн играет одного из самых симпатичных персонажей фильмов нуар», перед которым встаёт «моральная дилемма — рассказать то, что он знает, и тем самым защитить (персонажа) О’Нила, или промолчать и тем самым дать семье (Гейнса) получить страховку». По мнению Гэри Туза, «Джеффри Линн абсолютно убедителен в роли измученного бухгалтера, который приходит в противоречие с законом, Марта Скотт тонко играет его понимающую жену, а Гарри Морган выделяется в роли проницательного сыщика, который выслеживает убийцу. Остальные актёры также дают не менее крепкую игру».